# Convento de la Merced (Cuenca)
El convento de la Merced, o convento de las Esclavas, es un edificio de la ciudad española de Cuenca. Se trata de un antiguo cenobio de la orden de la Merced Calzada edificado entre los siglos XVI y XVIII, siendo su estilo predominante el Barroco. Sus dependencias se reparten actualmente entre el Seminario Conciliar de San Julián y la comunidad de monjas Esclavas del Santísimo Sacramento y de la Inmaculada.

## Historia
En 1648 los mercedarios dejaban su viejo convento, su primer asiento tras llegar a la ciudad en el siglo anterior, para instalarse en el Alcázar que, en el siglo XVI, y aún a principios del XVII, era el barrio donde algunas de las familias más poderosas y representativas de Cuenca tuvieron su morada. Su nueva casa era un espléndido palacio edificado por los Hurtado de Mendoza en el siglo XVI. Era de planta cuadrada con un patio central y los ángulos señalados por unas torres que se cubrían con chapiteles. En la construcción actual todavía permanece embebida una de estas torres. 
La remodelación que se llevó a cabo en el palacio para adecuarlo a su nueva función debió de ser labor fácil y no muy costosa. En cambio, la construcción de la iglesia, que a fines del XVII todavía estaba sin terminar, sí fue una obra de mayor envergadura, y su coste hizo que en alguna ocasión los frailes se vieran obligados a pedir ayuda económica al cabildo de la catedral. Aunque acerca de su autor no hay ninguna referencia documental, quizá se pueda poner en relación con el religioso mercedario fray Domingo Ruiz, que fue maestro mayor de obras del obispado de Cuenca en los últimos años del siglo XVII. 
Una vez finalizada la obra de la iglesia, los mercedarios decidieron ampliar el convento. Necesitaban edificar nuevas celdas; habían visto crecer el número de religiosos durante estos años, de manera que las quince celdas previstas en la primera construcción resultaban insuficientes, y se veían en la necesidad de ampliarlas a veintinueve, como mínimo, porque ese era el número de frailes en el siglo XVIII. Asimismo, proyectaban levantar una biblioteca, una cocina y otras estancias que para el buen funcionamiento del convento se consideraban imprescindibles. La ampliación únicamente podía hacerse por el lado norte, y para ello tenían que comprar una casa que pertenecía a los marqueses de Cañete. Era una casa de tres pisos, con fachada abierta a la plaza Mayor, que fue adquirida en 1739; con lo cual se pudieron realizar las obras previstas de ampliación. 

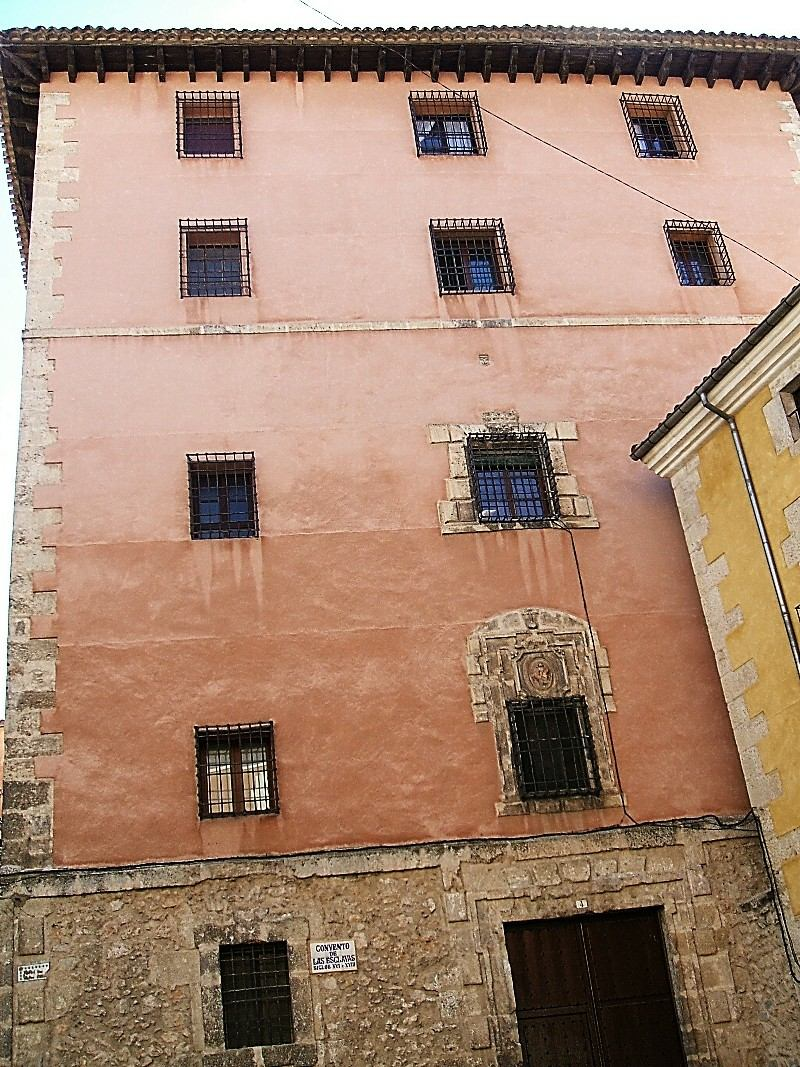
Fachada del convento

El convento sufrió graves daños con motivo de la invasión francesa. En 1835, la desamortización de Mendizábal obligó a los frailes mercedarios a abandonar su casa. A fines del siglo XIX, el Ayuntamiento compró el convento con la intención de instalar un museo; sin embargo, en 1924, fue entregado al Obispado a cambio de las Casas Colgadas. En la actualidad el convento está ocupado por religiosas pertenecientes a la Congregación de las Esclavas del Santísimo Sacramento y de la Inmaculada, y su iglesia, que está cerrada al público, forma parte del contiguo Seminario Conciliar de San Julián, construido a mediados del XVIII.
El 4 de noviembre de 2003 fue declarado Bien de Interés Cultural con la categoría de monumento.

## Descripción
La iglesia, a causa de lo irregular del terreno, se levanta sobre una cripta. Es de una sola nave, con el crucero muy poco señalado en planta y nichos poco profundos entre los contrafuertes. Se cubre con una bóveda de medio cañón con lunetos, que está reforzada con arcos fajones. En el coro, que se sitúa en alto a los pies, el arranque de estos arcos no llega hasta el suelo porque la sillería de los frailes se dispuso en él. El crucero se cierra con una cúpula elíptica, con decoración de tipo geométrico. Los tramos son muy altos, hay un claro predominio de los ritmos verticales e incluso la proporción del edificio, que es triple, provoca una sensación de gran altura. En el crucero hay un balcón, muy adornado con su base, al que se accede desde el claustro alto. 
La fachada barroca de la iglesia es muy original. Conceptualmente, es una obra manierista, muy refinada, con una modulación suave. El muro de la calle central es semihexagonal, aunque ópticamente sea casi plano en la parte inferior y cóncavo en la superior. El cambio de la piedra indica dos etapas en su construcción, y es muy probable que el arquitecto que la proyectó nunca hubiera pensado en ese frontón para darle remate. 
La portada se compone de dos cuerpos y muestra un cierto desequilibrio entre ambos. En el primer cuerpo, dos pares de pilastras cajeadas y unas hornacinas en los entrepaños flanquean la puerta, que es de arco de medio punto con elaborada molduración, como se puede ver en la manera tan acertada de interrumpir la arquivolta antes de que llegue a la imposta. 

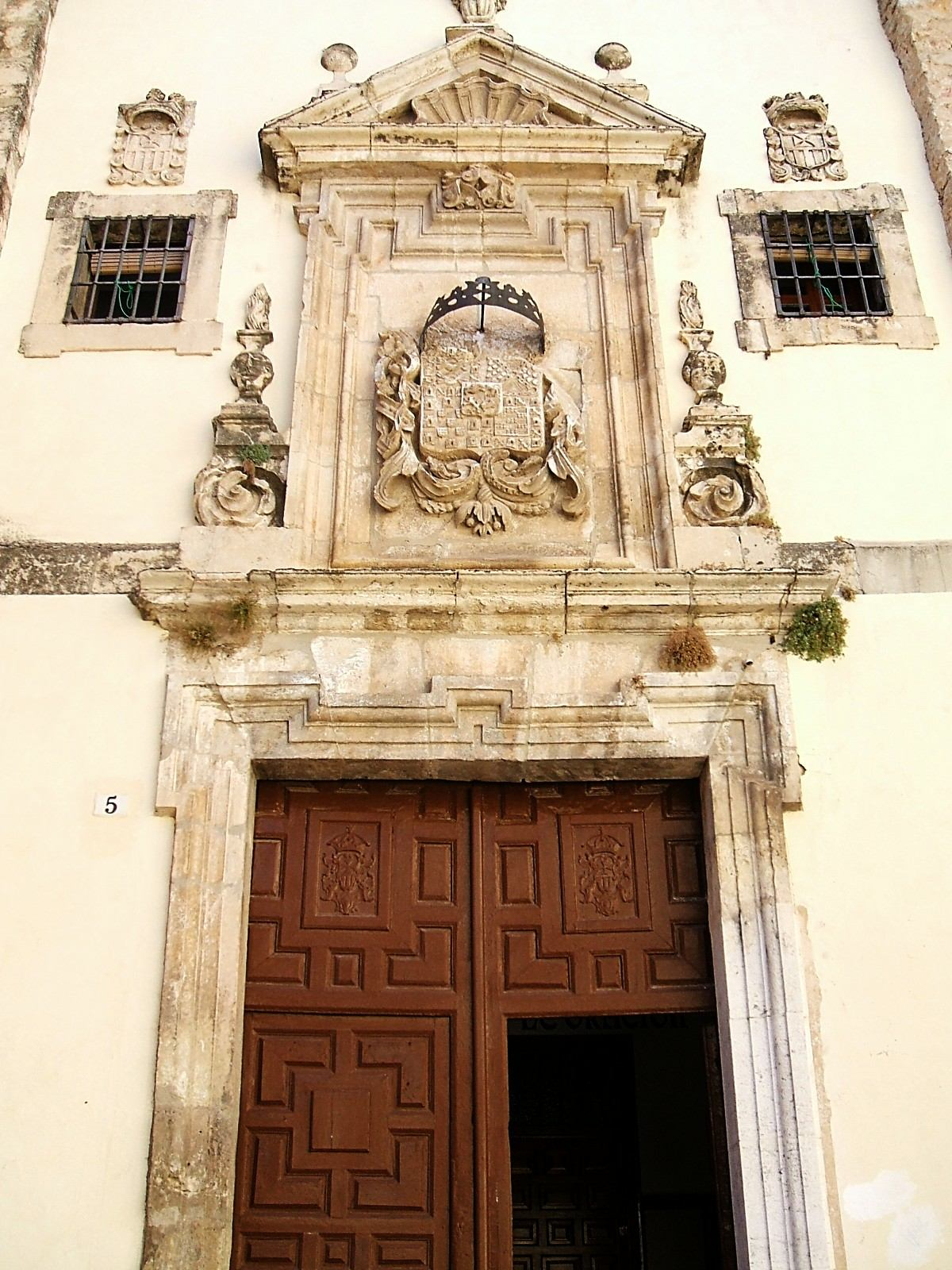
Portada de la fachada este del convento

El tratamiento del cuerpo alto, un tanto desarticulado, con elementos autónomos, nos lleva a una estilística anterior. Hay un recuerdo de Rodrigo Gil de Hontañón en los tres nichos volados entre los que aparece el escudo de los marqueses de Cañete, los cuales eran los patronos del convento. Asimismo, el uso de las bolas y dados nos remite a la arquitectura herreriana. La apertura de las dos ventanas, que tan extrañas y tan sin sentido resultan colocadas a ambos lados del cuerpo superior, se debe a la pretensión de iluminar la iglesia, que condiciona al arquitecto. 
La casa conventual se ordena en torno a un claustro cerrado de planta cuadrada levemente irregular y de dos alturas. Fue erigido en el siglo XVII en el lugar que en otro tiempo ocupara el patio del palacio. Se han conservado los muros perimetrales de la fábrica del siglo XVI, que son de mampostería y terminan con una cornisa formada con tejas. El muro de la fachada este, que es muy opaco, tiene un único vano, que se cierra con una reja de hierro, forjada también en el siglo XVI. Asimismo, la fachada de la casa que se compró en el siglo siglo XVIII se reordenó buscando la simetría de los huecos y se transformó en la principal del convento. 
En cuanto a la portada de la fachada este, que en el siglo XVII fue la principal del convento, es de traza sencilla y está bien resuelta; aunque es más burda que la portada de la iglesia, y está fabricada con piedra distinta. Sobre la puerta, que está enmarcada con una moldura quebrada, hay un cuerpo plano, con el escudo del marqués de Cañete en el centro, que se corona con un frontón triangular, adornado con bolas y dados. Tiene algo de jocoso el tratamiento de esos flameros, en los que, en lugar de poner sobre los roleos unas bolas, se colocan unas máscaras de hombre y de mujer. A los lados del cuerpo superior se disponen dos ventanas, coronadas con los escudos de los mercedarios. A través de esta puerta se accedía a un zaguán que desembocaba en la escalera principal, cerrada mediante cúpula.